# Biblioteca Desacato
Biblioteca Desacato é um acervo online criado pelos escritores e pesquisadores Alberto Camarero e Alberto de Oliveira que está no ar desde janeiro de 2024. Ela disponibiliza de graça obras de autores que afrontaram a barreira moral no Brasil nos anos 1940 a 1960 e entraram em conflito com a justiça.

## Obras
A Biblioteca Descato traz coleção de veículos de imprensa social do Rio de Janeiro dos anos 1950 e 1960, como as revistas Copacabana Ilustrada e Revista de Copacabana, além de exemplares da imprensa marrom, como Escândalo, escrita pelo jornalista Nilson Risardi. Também disponibilizam obras de Elvira Pagã, a primeira mulher a usar biquini em Copacabana, como Revelações, Vida e Morte, e os dois primeiros volumes de Eu, Elvira Pagã, e Luz del Fuego, expoente do naturismo no Brasil, como A Verdade Nua. Atualmente, os pesquisadores estão tentando digitalizar Trágico Black-Out que está disponível apenas na Biblioteca Pública de Nova Iorque. Também disponibilizam obras de Antoni di Monti, que de acordo com os organizadores foi o primeiro usar a palavra "gay" no Brasil no sentido que é conhecido nos dias de hoje, como Os Lábios Trêmulos, e de Odette Coppos, como A Outra Face da Society e Depoimento de Uma Desquitada.